# Canton de Nouvion
Le canton de Nouvion est un ancien canton français situé dans le département de la Somme et la région Picardie.

## Géographie
Ce canton était organisé autour de Nouvion dans l'arrondissement d'Abbeville. Son altitude variait de 0 m (Noyelles-sur-Mer) à 102 m (Gapennes) pour une altitude moyenne de 35 m.

## Histoire
De 1833 à 1848, les cantons d'Ailly-le-Haut-Clocher et de Nouvion avaient le même conseiller général. Le nombre de conseillers généraux était limité à 30 par département.

## Administration

### Conseillers généraux de 1833 à 2015
| Période          | Période               | Identité                                 | Étiquette                   | Qualité |
| ---------------- | --------------------- | ---------------------------------------- | --------------------------- | --- |
| 1833             | 1836                  | Jules de Carpentin                       | Tiers-Parti                 | Propriétaire, maire de Gapennes Député (1837-1839) |
| 1836             | 1848                  |                                          |                             | |
| 1848             | 1852                  | Thomas Lefebvre du Grosriez              | Monarchiste                 | Propriétaire à Agenvillers Représentant du peuple (1849-1851) |
| 1852             | 1874                  | Louis Hecquet                            |                             | Propriétaire, maire de Nouvion, conseiller d'arrondissement |
| 1874             | 1877 (démission)      | Albéric Lefebvre du Grosriez (1843-1916) |                             | Sous-préfet puis Préfet |
| 1878             | 1898                  | Fernand Maquennehen                      | Républicain                 | Propriétaire agricole à Lamotte-Buleux Sénateur (1899-1900 et 1909-1915) |
| 1898             | 1909 (démission)      | Louis Froment                            | Républicain                 | Propriétaire, maire de Ponthoile Député (1892-1895) |
| mars 1909        | décembre 1909 (décès) | Henri Petit                              |                             | Agriculteur, maire de Domvast |
| 1910             | 1915 (décès)          | Fernand Maquennehen                      | Rad.                        | Propriétaire agricole à Lamotte-Buleux Sénateur (1899-1915) |
| 1915             | 1919                  | siège vacant                             |                             | |
| 1919             | 1928                  | Henri Peincedé                           | RG                          | Agriculteur, conseiller municipal de Canchy |
| 1928             | 1940                  | Gustave Gaillard                         | Rad.                        | Agriculteur, lieutenant de louveterie Maire de Forest-Montiers |
|                  |                       |                                          |                             | |
| 1945             | 1959 (décès)          | Albert Fourcy                            | SFIO                        | Directeur d'école Maire de Sailly-Flibeaucourt (1947-1959) |
| 29 novembre 1959 | 1994                  | Ernest Lécuyer                           | SFIO puis MDSF puis UDF-PSD | Notaire Maire de Canchy (1953-1995) |
| 1994             | 2008                  | Philippe Beauvisage                      | UDF                         | Agriculteur Maire de Buigny-Saint-Maclou jusqu'en 2008 Président de la Communauté de communes du canton de Nouvion Vice-Président du Conseil Général |
| 2008             | 2015                  | Jean-Claude Buisine                      | PS                          | Retraité de la Fonction publique Maire d'Hautvillers-Ouville (1995-2020) Président de la Communauté de communes du canton de Nouvion, Président du Syndicat Mixte Baie de Somme Grand Littoral Picard, député de la 3e circonscription de la Somme (2012-2017) |

### Conseillers d'arrondissement (de 1833 à 1940)
| Période                                  | Période      | Identité                | Étiquette | Qualité |
| ---------------------------------------- | ------------ | ----------------------- | --------- | --- |
| 1833                                     | 1842 (décès) | Pierre François Maillet |           | Cultivateur à Buigny-Saint-Maclou, adjoint au maire d'Abbeville                                             |
| 1842                                     | 1852         | Louis Hecquet           |           | Propriétaire à Nouvion                                                                                      |
|                                          |              |                         |           | |
| 1919                                     | 1925         | Léon Desgest            | RG        | Agriculteur à Lamotte-Buleux                                                                                |
| 1925                                     | 1940         | Henri Poupart           | URD       | Agriculteur, maire de Forest-Montiers                                                                       |
| 1940                                     |              |                         |           | Les conseils d'arrondissement ont été suspendus par la loi du 12 octobre 1940 et n'ont jamais été réactivés |
| Les données manquantes sont à compléter. |              |                         |           | |

## Composition
Le canton de Nouvion regroupait 17 communes et comptait 7 452 habitants (recensement de 1999 sans doubles comptes).
| Communes                | Population (2012) | Code postal | Code Insee |
| ----------------------- | ----------------- | ----------- | ---------- |
| Agenvillers             | 181               | 80150       | 80006      |
| Buigny-Saint-Maclou     | 523               | 80132       | 80149      |
| Canchy                  | 307               | 80150       | 80167      |
| Domvast                 | 212               | 80150       | 80250      |
| Forest-l'Abbaye         | 306               | 80150       | 80331      |
| Forest-Montiers         | 374               | 80120       | 80332      |
| Gapennes                | 218               | 80150       | 80374      |
| Hautvillers-Ouville     | 378               | 80132       | 80422      |
| Lamotte-Buleux          | 288               | 80150       | 80462      |
| Millencourt-en-Ponthieu | 328               | 80135       | 80548      |
| Neuilly-l'Hôpital       | 290               | 80132       | 80590      |
| Nouvion                 | 1 210             | 80860       | 80598      |
| Noyelles-sur-Mer        | 742               | 80860       | 80600      |
| Ponthoile               | 547               | 80860       | 80633      |
| Port-le-Grand           | 312               | 80132       | 80637      |
| Sailly-Flibeaucourt     | 947               | 80970       | 80692      |
| Le Titre                | 289               | 80132       | 80763      |

## Démographie
| 1962  | 1968  | 1975  | 1982  | 1990  | 1999  | 2009 |
| ----- | ----- | ----- | ----- | ----- | ----- | ---- |
| 7 132 | 7 511 | 7 270 | 7 384 | 7 610 | 7 452 | -    |